# Mount Skinner
Mount Skinner ist ein 1060 m hoher Tafelberg in der antarktischen Ross Dependency. Er ragt mit einer Ausdehnung von 5 km Länge und 3 km Breite unmittelbar südlich der Bravo Hills in den unteren Ausläufern der Prince Olav Mountains nahe dem Ross-Schelfeis zwischen dem Gough- und dem Le-Couteur-Gletscher auf.
Mitglieder einer Mannschaft zur Erkundung des Ross-Schelfeises (1957–1958) unter der Leitung des US-amerikanischen Geophysikers Albert P. Crary (1911–1987) nahmen eine geodätische Vermessung vor. Crary benannte den Berg nach Bernard Walter Skinner (1911–1951), Flugzeug- und Zugmaschinenmechaniker bei der zweiten Antarktisexpedition (1933–1935) des US-amerikanischen Polarforschers Richard Evelyn Byrd.